# المليحية
المليحية؛ هو طبق شعبي تشتهر به منطقة منطقة الحدود الشمالية واختير كطبق مناطقي لها من قبل هيئة فنون الطهي.

## المكونات
يتكون طبق "المليحية" من اللحم والأرز ومريس الأقط «البقل» اللبن الرائب مع السمن البري ويوضع فوقه البقدونس والمرق.